# Svedesi di Finlandia
     Municipalità ufficialmente finlandese monolingue (Le municipalità bilingue Sami non sono evidenziate)
     Municipalità bilingue con netta prevalenza della componente finlandese
     Municipalità bilingue con netta prevalenza della componente svedese
     Municipalità monolingue svedese (incluse le Åland)

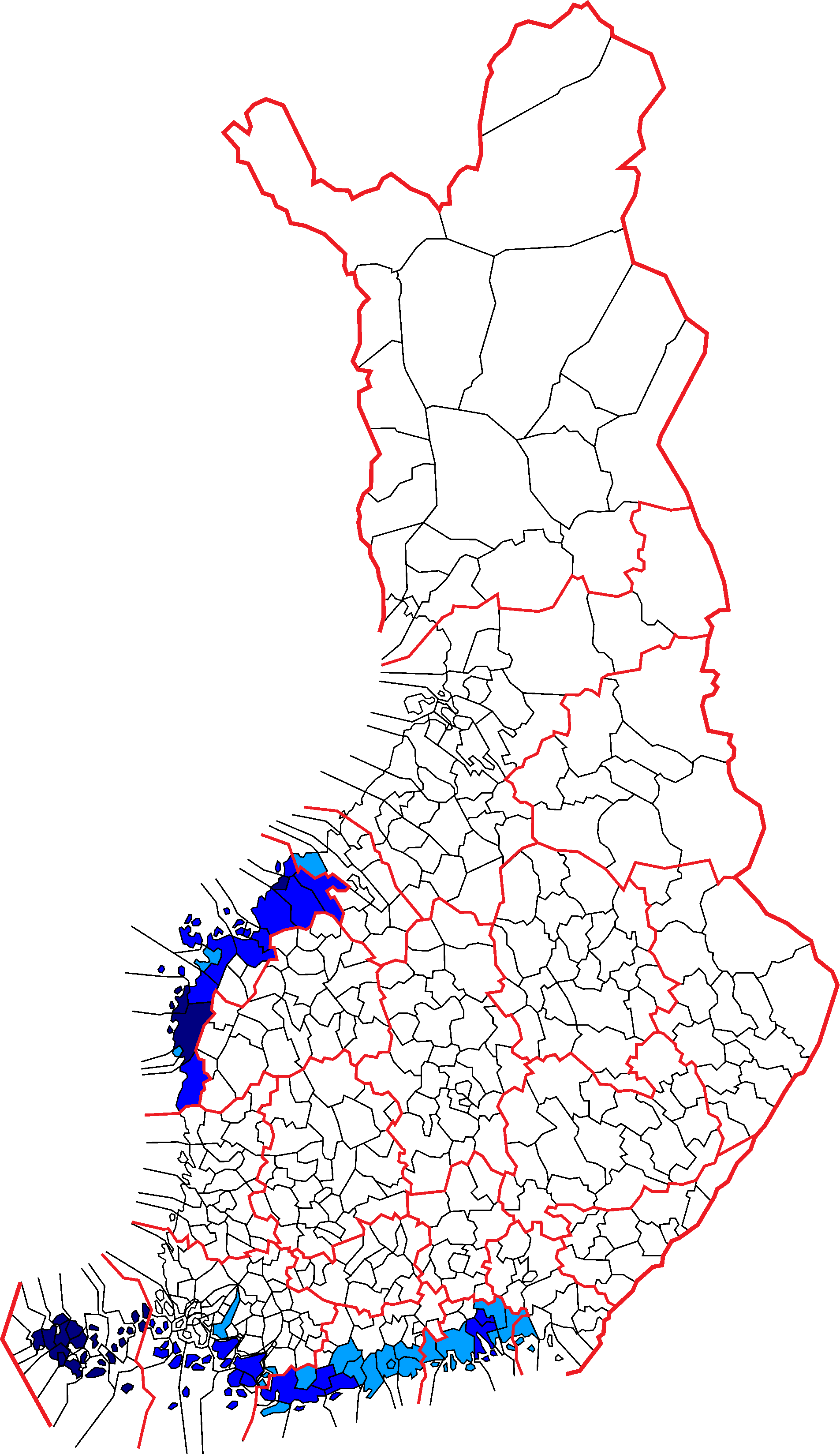
Municipalità ufficialmente finlandese monolingue (Le municipalità bilingue Sami non sono evidenziate)
Municipalità bilingue con netta prevalenza della componente finlandese
Municipalità bilingue con netta prevalenza della componente svedese
Municipalità monolingue svedese (incluse le Åland) Più di 17.000 svedesi di Finlandia vivono nelle municipalità monolingue finlandesi e non sono riportate nella cartina.

Gli svedesi di Finlandia (in svedese finlandssvenskar, talvolta soltanto svenskar, in finlandese suomenruotsalaiset) costituiscono una minoranza etnica e linguistica della Finlandia.
Gli svedesi di Finlandia parlano dialetti diversi a seconda della zona nella quale vivono e riconoscono come lingua standard lo svedese di Finlandia.
In Finlandia, gli svedesi madrelingua sono circa 275.000 nella Finlandia continentale e circa 25.000 nelle isole Åland rappresentando complessivamente circa il 5,1% della popolazione totale del Paese, secondo un censimento del 2002, percentuale decisamente inferiore rispetto alle stime del 1815 del 15,5%, ma comunque stabile negli ultimi anni.

Bandiera, non ufficiale, degli svedesi di Finlandia

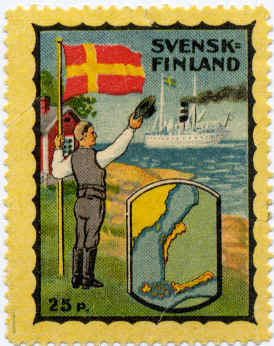
Francobollo emesso dal Partito del popolo svedese nel 1922